# Джуниус-стрит (линия Нью-Лотс, Ай-ар-ти)
|   |   |   |   |   |
| · | · | · | · | · |

|   |   |   |   |   |
| · | · | · | · | · |

«Джуниус-стрит» (англ. Junius Street) — станция Нью-Йоркского метрополитена, расположенная на линии Нью-Лотс, Ай-ар-ти. Станция находится в Бруклине, в округе Ист-Нью-Йорк, на пересечении Джуниус-стрит и Ливония-авеню и представлена двумя боковыми платформами, обслуживающими два пути. На станции останавливаются маршруты: 2 (часть рейсов в часы пик в пиковом направлении), 3 (круглосуточно, кроме ночи) и 4 (ночью, а также часть рейсов в часы пик в пиковом направлении).
Между двумя путями станции проходит третий путь, который в западной части станции вливается в оба пути, а на востоке поворачивает на юг, в мастерские «Линден-Шопс», где ремонтируются стрелки и прочее рельсовое оборудование. Ведущий туда путь не электрифицирован.
Одним кварталом восточнее этой станции линия проходит над станцией Ливония-авеню (линия Канарси, Би-эм-ти), расположенной перпендикулярно. Между станциями имеется пешеходный мост, однако он расположен снаружи от турникетов обеих станций, бесплатный переход между станциями с апреля 2020 года доступен для оплачивающих проезд при помощи пластиковой карты MetroCard или бесконтактной карты OMNY. Запланировано создание перехода между этими станциями и приспособление пересадочного узла к нуждам пассажиров с ограниченными возможностями, что связано с намечаемым жилищным строительством в этом районе и с ожидаемым увеличением пассажиропотока.
- Поезд, следующий по эстакаде над соседней станцией
- Мост, соединяющий две станции